# Branta hylobadistes
Branta hylobadistes (гав. nēnē — Нене-нуи) — вымерший вид (или ряд близкородственных видов) казарок, обитавший на островах Гавайского архипелага: Мауи, Кауаи, Оаху и, возможно, Молокаи. Известен по большому количеству субфоссильных костей (несколько тысяч костей от многих десятков особей), найденных в голоценовых пещерных отложениях. Буквальный перевод — «Гусь, ходящий по лесу».
Подобно тому, как это происходило на других островах Тихого океана в период голоцена, нене-нуи (а также большинство их родственников и местных уток, таких как моа-нало) вымерли вскоре после появления человека, заселившего Гавайские острова.